# Военно-воздушные силы Республики Корея

Флаг ВВС Республики Кореи

Военно-воздушные силы Республики Корея (кор. 대한민국 공군) — один из видов Вооружённых сил Южной Кореи. Основу вооружения составляют самолёты и вертолёты американского производства, но правительством Южной Кореи прикладываются значительные силы для организации производства своей боевой техники и уменьшения зависимости от США в военно-экономическом плане. На вооружении также имеется некоторое количество авиации российского, английского, испанского и индонезийского производства.
Не имея мирного договора с соседней Корейской Народно-Демократической Республикой, вооружённые силы Республики Корея находятся в состоянии постоянной готовности к возможному возобновлению боевых действий, что обуславливает большие военные расходы, количество военной техники, личного состава вооружённых сил, а также огромное количество резервных ВПП для базирования авиации в случае войны.
По числу авиационной техники и численности личного состава ВВС Южной Кореи более чем вдвое уступает Северной, однако на её вооружении больше современной техники, а средний налёт пилотов — выше.

## История
Военно-воздушные силы Южной Кореи были созданы 1 октября 1949 года. К началу Корейской войны в июне 1950 года они располагали всего 20 вспомогательными самолётами. Уже в ходе войны были получены истребители-бомбардировщики P-51 «Мустанг».
После войны ВВС Южной Кореи продолжали развиваться и в июне 1955 года получили свои первые реактивные самолёты — F-86 «Сейбр». В 1965 году на вооружение поступили сверхзвуковые истребители F-5A «Фридом Файтер», а в 1969 — истребители-бомбардировщики F-4 «Фантом» II. Благодаря закупкам авиатехники в США Южная Корея сумела создать современные военно-воздушные силы, численность которых на 2012 год составляла 65 тыс. человек. В рамках программы по модернизации ВВС Республика Корея заключила контракт с США на поставку 40 истребителей F-35 до 2021 года. 

## Структура
ВВС Республики Корея организационно делятся на 7 Командований – Оперативное, Северное и Южное боевые, два командования ПВО, учебно-тренировочное, логистическое
Оперативное командование ВВС (Air Force Operations Command)
- 5-е тактическое крыло транспортных перевозок, АвБ Кимхэ: 251-я, 256-я, 258-я и 259-я транспортные эскадрильи (C-130H/H-30, C-235-100M, C-235-100N, C-235-220M, UH-60P)
- 15-е составное крыло, АвБ Соннам: 255-я и 257-я эскадрильи (C-130H)
- 35-я Объединенная группа: 296-я эскадрилья (HS-748, CN-235-220M, Boeing-737-200, Sikorsky VH-60P)
- 6-я боевая группа управления / Боевая группа поиска и спасения

Северное боевое командование ВВС (Air Force Northern Combat Command)
- 8-е истребительное крыло, АвБ Вончжу: 103-я, 203-я, 237-я и 288-я эскадрильи (F/A-50, KA-1, Harpy)
- 10-е истребительное крыло, АвБ Сувон: 101-я и 202-я эскадрильи (KF-5E/F, F-5F)
- 39-я тактическая разведывательная группа: 131-я эскадрилья (17 RF-4C Phantom)
- 17-е истребительное крыло, АвБ Чхонджу: 152-я, 153-я и 156-я эскадрильи (F-4E)
- 29-я группа тактического развития и обучения: 191-я и 192-я эскадрильи (F-16C/D, KF-16C/D, F-5E/F and KF-5E/F)
- 6-я группа поиска и спасения: 233-я и 235-я эскадрильи (Bell 412, Eurocopter AS532L/L2 Cougar, HH-60P, Kamov HH-32 (KA-32T), HH-47D Chinook)
- 18-е истребительное крыло, АвБ Каннын:105-я, 112-я и 205-я эскадрильи (F-5E/F, KF-5F)
- 19-е истребительное крыло, АвБ Джунгвон: 155-я, 159-я, 161-я и 162-я эскадрильи (KF-16C/D, F-16C/D (Block32))
- 20-е истребительное крыло, АвБ Сеозан: 120-я, 121-я, 123-я, 157-я эскадрильи (KF-16C/D (Block52))

Южное боевое командование ВВС (Air Force Southern Combat Command)
- 1-е истребительное крыло, АвБ Кванджу: ??
- 11-е истребительное крыло, АвБ Тэгу: 102-я, 110-я и 122-я эскадрильи (F-15K)
- 16-е истребительное крыло, АвБ Инчхон: 202-я и 216-я эскадрильи (F-5E/F, KF-5F, T-59)
- 38-я истребительная группа, АвБ Кунсан: 111-я эскадрильия (KF-16C/D, F-16 block 50/52)

Командование артиллерийской Противовоздушной обороны ( Air Defence Artillery Command)
- 1-я бригада артиллерийской воздушной обороны
- 2-я бригада артиллерийской воздушной обороны
- 3-я бригада артиллерийской воздушной обороны

Командование ПВО и управления, АвБ Осан (Air Defense & Control Command, based at Osan)
- 31-я группа управления и ПВО
- 32-я группа управления и ПВО, АвБ Тэгу
- 33-я группа контроля за воздушным пространством
- 34-я группа контроля за воздушным пространством

Командование логистики ВВС (Air Force Logistics Command)
- Обслуживание складов
- Поставка на склады
- Группа транспортировки

Командование образования и обучения ВВС (Air Force Education & Training Command)
- Крыло начальной военной подготовки
- 3-е крыло летной подготовки
- Высшее авиационное училище ВВС
- Школа технического персонала ВВС

Военно-воздушная академия
Группа развития воздушних боёв
Группа Аэрокосмических Проектов

## Базы ВВС
Согласно данным сайта GlobalSequrity.org Южная Корея обладает 11 основными, 49 вспомогательными авиабазами и 14 аэродромами двойного назначения
В соответствии с контрактом опубликованным на сайте государственных закупок США, ВС США намерены построить защитные стены общей протяжённостью около 20 км на авиабазах Сувон, Тэгу, Кванджу и Кимхэ в Республике Корея, которые находятся в 70—580 км от границы с КНДР. В тендере отмечается, что заграждения должны обеспечить защиту от воздействий взрывной волны и выдерживать прямые попадания снарядов.

### Основные авиабазы Южной Кореи
| Обозначение                    | Код ИКАО | Координаты                       | Высота | ВПП                        | Оснащение                              |
| ------------------------------ | -------- | -------------------------------- | ------ | -------------------------- | -------------------------------------- |
| Авиабаза Чхунджу (кор. 충주시) | RKTI     | 37°01′47″ с. ш. 128°53′12″ в. д. | 94 м   | 3 х 3 110 м, бетон, гравий | ?                                      |
| Авиабаза Кунсан (кор. 군산시)  | RKJK     | 35°54′28″ с. ш. 126°37′39″ в. д. | 10 м   | 3 000 м, бетон             | F-5, F-16 *                            |
| Авиабаза Кванджу (кор. 광주)   | RKJJ     | 37°07′39″ с. ш. 126°48′29″ в. д. | 14 м   | 2 х 3 100 м, бетон         | F-5, F-86, F-15 *                      |
| Авиабаза Осан (кор. 오산시)    | RKSO     | 37°04′58″ с. ш. 127°01′44″ в. д. | 13 м   | 3 000 м, бетон             | A-10, F-16, T-37 *                     |
| Авиабаза Сосан (кор. 서산대사) | RKTP     | 36°42′10″ с. ш. 126°29′10″ в. д. | 13 м   | 2 х 3 000 м, бетон         | F-16 *                                 |
| Авиабаза Соннам (кор. 성남시)  | RKSM     | 37°26′48″ с. ш. 127°06′47″ в. д. | 31 м   | 2 х 3 230 м, бетон         | CN-235, C-130, C-54, C-123, Bell 412 * |
| Авиабаза Сувон (кор. 수원시)   | RKSW     | 37°14′27″ с. ш. 127°00′18″ в. д. | 28 м   | 2 х 3 000 м, бетон         | F-4, F-5, F-86, F-16, UH-60 *          |

### Вспомогательные авиабазы Южной Кореи
| Обозначение                       | Код ИКАО | Координаты                         | Высота | ВПП            | Оснащение                |
| --------------------------------- | -------- | ---------------------------------- | ------ | -------------- | ------------------------ |
| А-306 (Чхунчхон (кор. 춘천시))    | RKNС     | 37°53′05″ с. ш. 127°42′58″ в. д.   | 82 м   | 1 350 м, бетон | UH-60 *                  |
| А-511 (Пхёнтхэк (кор. 평택시))    | RKSG     | 36°51′30″ с. ш. 127°01′42″ в. д.   | 17 м   | 2 050 м, бетон | UH-60, CH-47, Bell 412 * |
| R 103 (Пучхон (кор. 부천시))      | RK       | 37°30′12″ с. ш. 126°46′57″ в. д.   | 30 м   | 500 м, бетон   | ?                        |
| R 107 (Инчхон (кор. 인천))        | RK       | 37°42′55″ с. ш. 126°33′35″ в. д.   | 15 м   | 400 м, бетон   | ?                        |
| R 110 (Пхаджу (кор. 파주시))      | RK       | 37°45′47″ с. ш. 126°47′31″ в. д.   | 26 м   | 630 м, бетон   | Bell 412                 |
| R 113 (Тогянгу (кор. 덕양구))     | RKSK     | 37°36′01″ с. ш. 126°52′09″ в. д.   | 26 м   | 1500 м, бетон  | ?                        |
| R 129 (Тондучхон (кор. 동두천시)) | RK       | ?37°56′44″ с. ш. 126°55′44″ в. д.? | 45 м   | 472 м, бетон   | ?                        |
| R 203 (Кури (кор. 구리시))        | RK       | 37°38′36″ с. ш. 127°08′54″ в. д.   | 30 м   | 600 м, грунт   | ?                        |
| R 213 (Намъянджу (кор. 남양주시)) | RK       | 37°48′45″ с. ш. 127°21′02″ в. д.   | 165 м  | 850 м, бетон   | ?                        |
| R 217 (Пучхон (кор. 부천시))      | RKRO     | ?37°52′26″ с. ш. 127°09′25″ в. д.? | 137 м  | 1500 м, бетон  | ?                        |
| R 218 (Тондучхон (кор. 동두천시)) | RK       | 37°53′41″ с. ш. 126°58′14″ в. д.   | 145 м  | 675 м, грунт   | ?                        |
| R 219 (???)                       | RK       | 37°54′36″ с. ш. 127°00′36″ в. д.   | 115 м  | 675 м, грунт   | ?                        |
| R 222 (???)                       | RK       | 37°49′51″ с. ш. 126°59′24″ в. д.   | 110 м  | 1400 м, бетон  | ?                        |
| R 225 (???)                       | RK       | 38°01′08″ с. ш. 126°58′33″ в. д.   | 40 м   | 325 м, грунт   | ?                        |

### Аэропорты двойного назначения Южной Кореи
| Обозначение                                  | Код ИКАО | Координаты                       | Высота | ВПП                | Оснащение |
| -------------------------------------------- | -------- | -------------------------------- | ------ | ------------------ | --------- |
| Международный аэропорт Чхонджу (кор. 청주시) | RKNN     | 36°42′56″ с. ш. 127°29′59″ в. д. | 64 м   | 2 х 3 000 м, бетон | ?         |
| Аэропорт Каннын (кор. 강릉시)                | RKNN     | 37°45′09″ с. ш. 128°56′37″ в. д. | 12 м   | 3 000 м, бетон     | ?         |
| Аэропорт Сачхон (кор. 사천시)                | RKPS     | 35°05′20″ с. ш. 128°04′15″ в. д. | 8 м    | 3 000 м, бетон     | ?         |
| Аэропорт Тэгу (кор. 대구)                    | RKTN     | 37°53′43″ с. ш. 128°39′26″ в. д. | 38 м   | 2 х 3 100 м, бетон | F-4 *     |

* — типы самолётов и вертолётов, видимые на космических спутниках (не учитывались самолёты, находившиеся в ангарах или в полёте)

## Техника и вооружение
| Наименование               | Страна производства    | Фото            | Тип                                            | Модификация             | Количество      | Примечание                                                                       |
| Боевые самолёты            | Боевые самолёты        | Боевые самолёты | Боевые самолёты                                | Боевые самолёты         | Боевые самолёты | Боевые самолёты                                                                  |
| -------------------------- | ---------------------- | --------------- | ---------------------------------------------- | ----------------------- | --------------- | -------------------------------------------------------------------------------- |
| F-5 Tiger II KF-5          | США · Республика Корея |                 | Истребитель Учебно-боевой                      | F-5E/KF-5E F-5F/KF-5F   | 142 32          | Самолёты, построенные по лицензии в Южной Корее, получили наименование KF-5E/F.  |
| F-16 Fighting Falcon KF-16 | США · Республика Корея |                 | Истребитель-бомбардировщик Учебно-боевой       | F-16C F-16D             | 118 46          | Самолёты, построенные по лицензии в Южной Корее, получили наименование KF-16C/D. |
| F-15E Strike Eagle         | США                    |                 | Истребитель-бомбардировщик                     | F-15K                   | 60              |                                                                                  |
| Тренировочные самолёты     |                        |                 |                                                |                         |                 |                                                                                  |
| Hawk Mk.67                 | Великобритания         |                 | Тренировочный                                  | Mk.67                   | 15              |                                                                                  |
| Ил-103                     | Россия                 |                 | Тренировочный                                  | Ил-103                  | 23              |                                                                                  |
| KT-1 Woongbi               | Республика Корея       |                 | Тренировочный Учебно-боевой                    | KT-1 KA-1               | 85 20           |                                                                                  |
| T-50 Golden Eagle          | Республика Корея · США |                 | Тренировочный Учебно-боевой Специализированный | T-50 TA-50 T-50B        | 49 10 9         | На версии T-50B летает южнокорейская пилотажная группа "Чёрные Орлы"             |
| Транспортные самолёты      |                        |                 |                                                |                         |                 |                                                                                  |
| C-130 Hercules             | США                    |                 | Транспортный                                   | C-130H C-130H-30        | 8 4             |                                                                                  |
| CN-235                     | Испания · Индонезия    |                 | Транспортный VIP транспорт                     | CN-235M-100/220 VCN-235 | 20 2            |                                                                                  |
| Boeing 737                 | США                    |                 | Пассажирский                                   | 737-300/3Z8             | 1               | Самолёт президента Южной Кореи.                                                  |
| Boeing 747                 | США                    |                 | Пассажирский                                   | 747-400/4B5             | 1               | Самолёт президента Южной Кореи.                                                  |
| Специальные самолёты       |                        |                 |                                                |                         |                 |                                                                                  |
| Hawker 800                 | Великобритания         |                 | Разведчик                                      | 800SIG 800RA            | 4 4             |                                                                                  |
| Boeing 737 AEW&C           | США                    |                 | Самолёт ДРЛОиУ                                 | 737-700IGW              | 4               |                                                                                  |
| Вертолёты                  |                        |                 |                                                |                         |                 |                                                                                  |
| CH-47 Chinook HH-47        | США                    |                 | Спасательный                                   | CH-47D                  | 5               | Вертолёты в Южной Корее получили наименование HH-47.                             |
| UH-60 Black Hawk HH-60     | США                    |                 | Спасательный Транспортный                      | HH-60P VH-60P           | 18 10           | Вертолёты в Южной Корее получили наименование HH-60.                             |
| Bell 412                   | США                    |                 | Тренировочный                                  | 412EP                   | 3               |                                                                                  |
| AS.332 Super Puma          | Франция                |                 | VIP транспорт                                  | AS332L                  | 2               |                                                                                  |
| Ка-32 HH-32                | Россия                 |                 | Спасательный                                   | Ка-32А4/HH-32A          | 8               |                                                                                  |
| Sikorsky S-92              | США                    |                 | VIP транспорт                                  | VH-92A                  | 3               | Вертолёт президента Южной Кореи.                                                 |

## Опознавательные знаки

Опознавательный знак ВВС

## Создание новых разведывательных подразделений
ВВС Республики Корея 3 декабря 2017 года объявили о создании нового разведывательного подразделения на базе 37-й разведывательной эскадрильи с целью сбора информации и наблюдения для противодействия ядерным и ракетным угрозам со стороны КНДР. Дополнительно к имеющимся в наличии эскадрильи средствам, США поставят несколько комплектов БПЛА "РКЬЮ-4 Глобал Хок", два из которых уже поступило на вооружение в эскадрилью, ещё один комплект планируется поставить в 2019 году.